# 塞维利亚反暴力声明
塞维利亚反暴力声明（英語：Seville Statement on Violence）是1989年5月16日联合国教育、科学及文化组织在西班牙塞维利亚的会议上发布的关于人类暴力的国际声明。该声明驳斥了“人类的有组织暴力行为有生物学基础”的观点。该声明得到了许多科学家的支持。但也不乏反对的声音。

## 核心内容
该声明包含五个核心观点：
- 认为人类从我们的动物祖先那里继承了战争倾向的说法在科学上是站不住脚的。

- 认为战争和其他暴力行为已经被基因编码进人的本性的说法在科学上是站不住脚的。

- 认为人类进化的历程中进攻性行为比其他行为更多的保留了下来的说法在科学上是站不住脚的。

- 认为人类有“暴力大脑”的说法在科学上是站不住脚的。

- 认为战争因为人类的本能或其他单一动机的说法在科学上是站不住脚的。

声明的结论：战争从人心开始，和平也从人心开始。开启战争的物种同样有能力开启和平。责任在我们每个人身上。

## 批评
著名加拿大–美國實驗心理學家、認知科學家史迪芬·平克认为该声明犯了道德主义谬误。